# インビジブル 暗殺の旋律を弾く女
『インビジブル 暗殺の旋律を弾く女』（インビジブル あんさつのせんりつをひくおんな、原題：In Darkness）は、2018年のイギリス、アメリカ合衆国のサスペンス・スリラー映画。
監督はアンソニー・バーン、出演はナタリー・ドーマーとエド・スクラインなど。ドーマーが共同脚本・製作も務めている。
アパートの上の階に住む若い女性の怪死事件をきっかけに次々と思いも寄らぬ運命に巻き込まれていく盲目の女性ピアニストを描いている。『インビジブル (2000年の映画)』とは別作品。

## ストーリー
ある日、ヨーロッパの黒社会を仕切る大物ラディチの娘ベロニクが自宅のアパートから転落死した。その現場に居合わせたヒットマンのマークだけが、彼女の死の真相を知っていた。だが、そこには彼のほかにもう1人、ソフィアという女がいた。彼女はベロニクの階下に住むピアニストである。
ソフィアに目撃されたと思い込んだマークは、密かに彼女を抹殺しようと監視を始める。だがやがて、マークはソフィアが盲目であることを知る。さらに、ソフィアはロシアンマフィアや英国情報部からも狙われていることが分かる。彼女は一体何者なのか？やがてマークは心ならずもソフィアを守ることになる。

## キャスト
※括弧内は日本語吹替。
- ソフィア: ナタリー・ドーマー（宮島依里） - 巨大組織に狙われる盲目の女性ピアニスト。
- マーク: エド・スクライン（三上哲） - 殺し屋。
- ベロニク: エミリー・ラタコウスキー(大津愛理） - ソフィアと同じアパートに住むセルビア人女性。
- オスカー・ミルズ: ニール・マスケル（英語版） - ベロニクの怪死事件を担当する刑事。
- アレックス: ジョエリー・リチャードソン(きそひろこ） - マークの姉。ラディチの警備責任者。
- ナイル: ジェームズ・コスモ（西谷修一） - ソフィアの養父。
- ゾラン・ラディチ: ヤン・ベイヴート（オランダ語版）（さかき孝輔） - イギリスに亡命中のセルビアの元軍人。ベロニクの父。